# Bunawan
Bunawan è una municipalità di seconda classe delle Filippine, situata nella Provincia di Agusan del Sur, nella Regione di Caraga.
Bunawan è formata da 10 baranggay:
- Bunawan Brook
- Consuelo
- Imelda
- Libertad
- Mambalili
- Nueva Era
- Poblacion
- San Andres
- San Marcos
- San Teodoro